# Гёшенен
Гёшенен (нем. Göschenen) — коммуна в Швейцарии, в кантоне Ури.
Население составляет 459 человек (на 31 декабря 2006 года). Официальный код — 1208.
Здесь находится северный вход в Сен-Готардский тоннель.